# Botaniska trädgården, Uppsala
Botaniska trädgården, vardagligt även Botan eller Botaniska, i Uppsala är en av Sveriges äldsta botaniska trädgårdar, och ligger direkt väster om Uppsala slott.

## Historia
Trädgården anlades som slottsträdgård av Olof Rudbeck den äldre 1664 och stod färdig några år senare. Den ersatte då en äldre slottsträdgård öster om slottet, där kvartersnamnen Fågelsången och Trädgården påminner om slottsträdgårdens äldre plats.
Carl von Linné gjorde botaniska trädgården till en av de mest berömda i Europa, och den främsta ur vetenskaplig synpunkt. Hit kom sändningar av frön och växter från jordens alla hörn. När Linnés lärjungar spriddes kring världen glömde de inte bort trädgården i Uppsala. Berömda vetenskapsmän i andra länder skickade gåvor och jordens mäktigaste potentater, både Rysslands kejsarinna och Frankrikes kung, skickade bidrag. De första exemplaren av den kända prydnadsväxten löjtnantshjärta kom till Sverige som en gåva från Katarina II till Linné, och även vildvinet blev acklimatiserat av Linné i Sverige.
Om "blomsterkungens" kärlek till Botaniska trädgården vittnar många av hans yttranden. "Jag är", skrev Linné bland annat, "med både kropp och själ i akademiträdgården. Dagligen knoppas där och utveckla sig nya fröjder. Där beundrar jag själv och påvisar för andra den högste Skaparens vishet, som genom mångfaldiga medel lägges i dagen."
Uppsala universitet fick barockträdgården i gåva år 1787 av Gustav III. I samband med detta drogs Stockholmsvägen fram mellan slottet och trädgården och avskiljde därmed slottets terrasser från den övriga trädgården.
I 350 år har den kombinerat botanik och hortikultur. Den kallas i dagligt tal "Botan" (med betoning på sista stavelsen). I fonden på den äldsta delen av trädgården, som tidigare var slottsträdgård, ligger orangeriet Linneanum, ritat av Olof Tempelman och Louis Jean Desprez. Framför Linneanum finns en av världens äldsta bevarade trädgårdar planerad i barockstil av Carl Hårleman. Denna trädgård bevarades eftersom Gustav III i sin donation begärde att utsikten från slottet inte skulle försämras. 
På andra sidan Norbyvägen, som leder mot Eriksberg och Norby, finns den nyare delen av Botaniska trädgården, där Tropiska växthuset ligger. I växthuset finns ett stort antal växter från varmare klimat, från både tropiska och arida miljöer.

## Linnéminnena
Tillsammans med Linnéträdgården i stadsdelen Svartbäcken (universitetets ursprungliga botaniska trädgård) och Linnés Hammarby öster om staden, utgör Botan de botaniska Linnéminnena i Uppsala, vilka alla förvaltas av samma organisation.

## Bilder

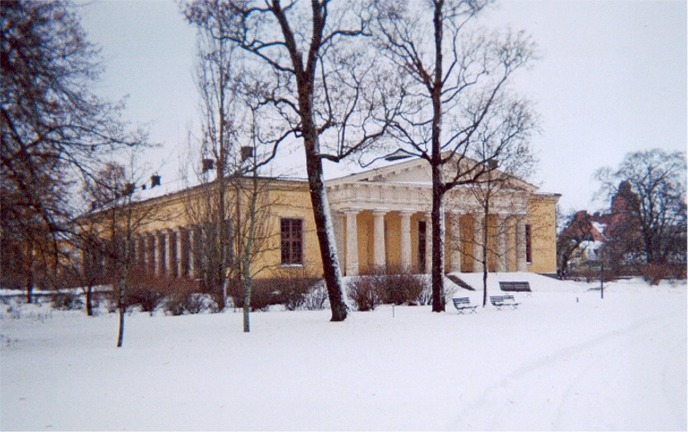
Linneanum
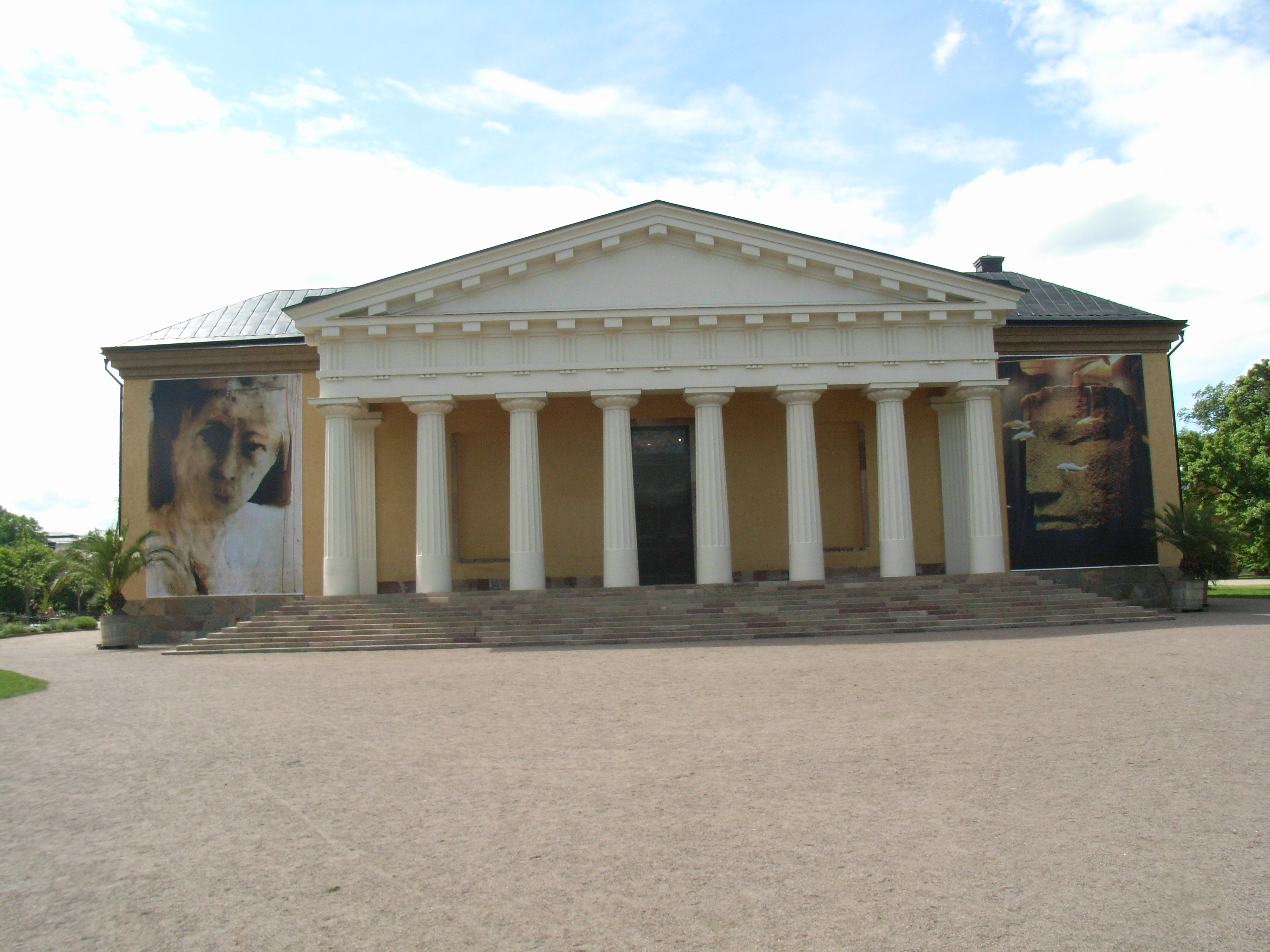
Linneanum
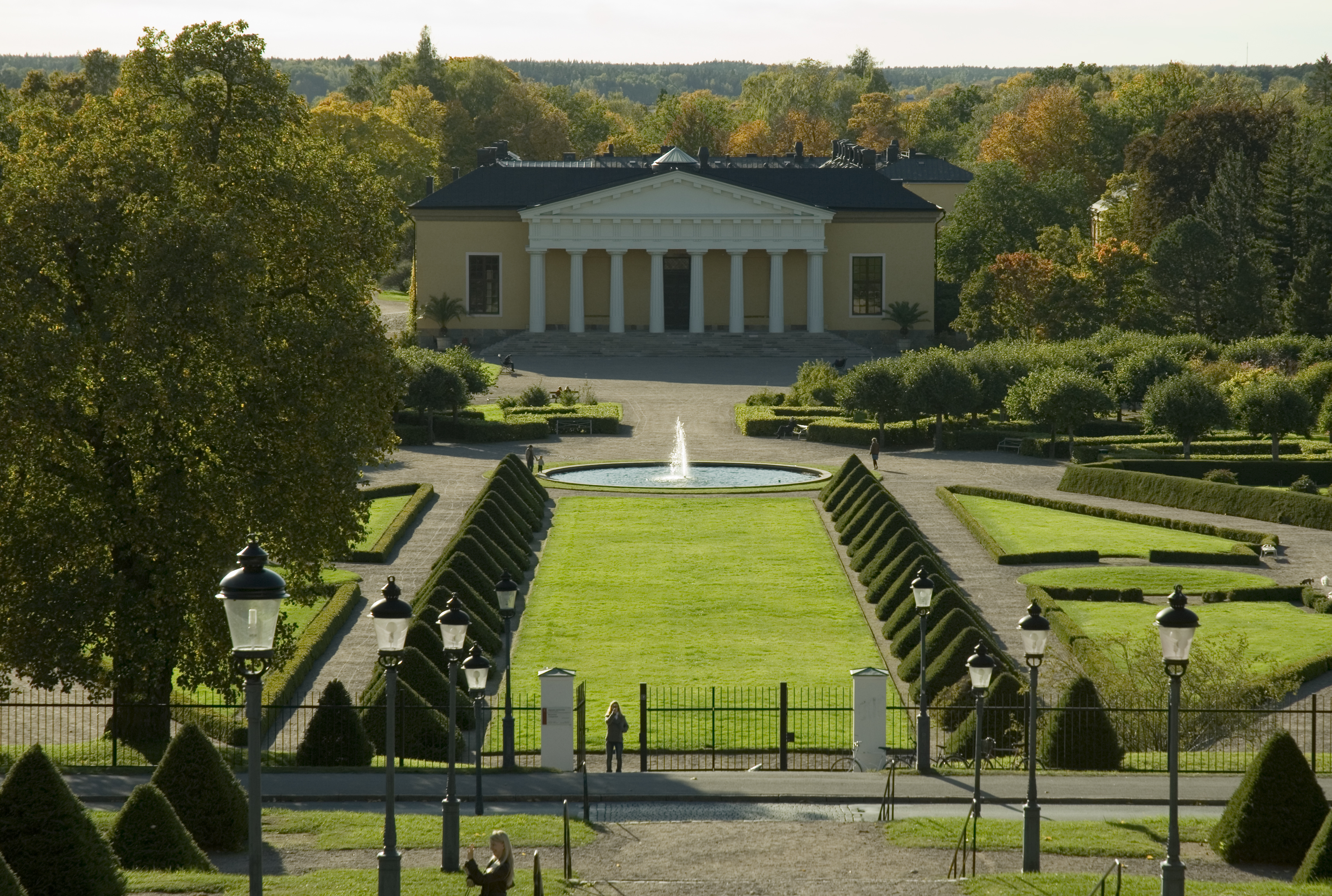
Vy från slottstrappan
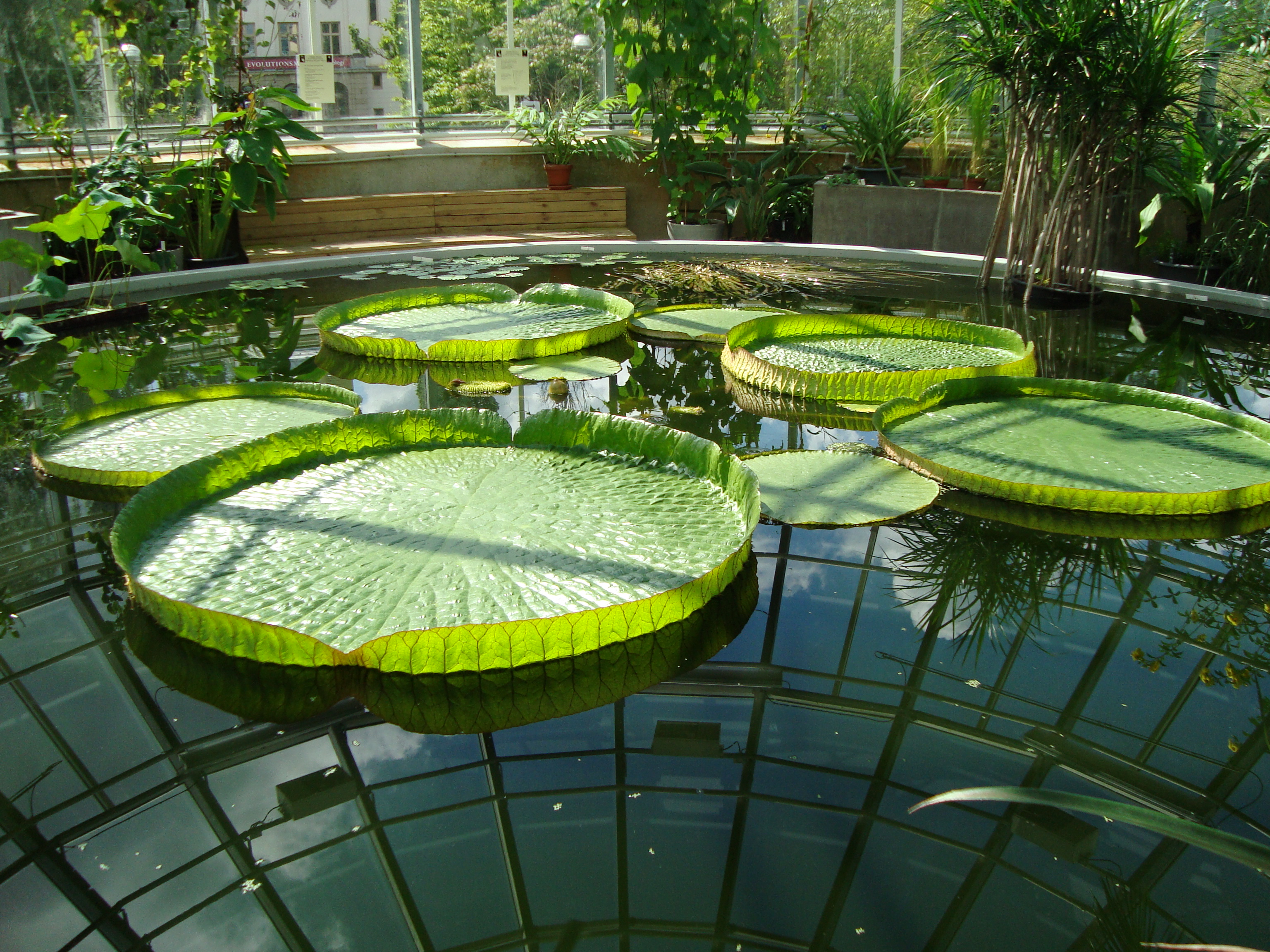
Tropiska växthuset: Jättenäckrosdammen
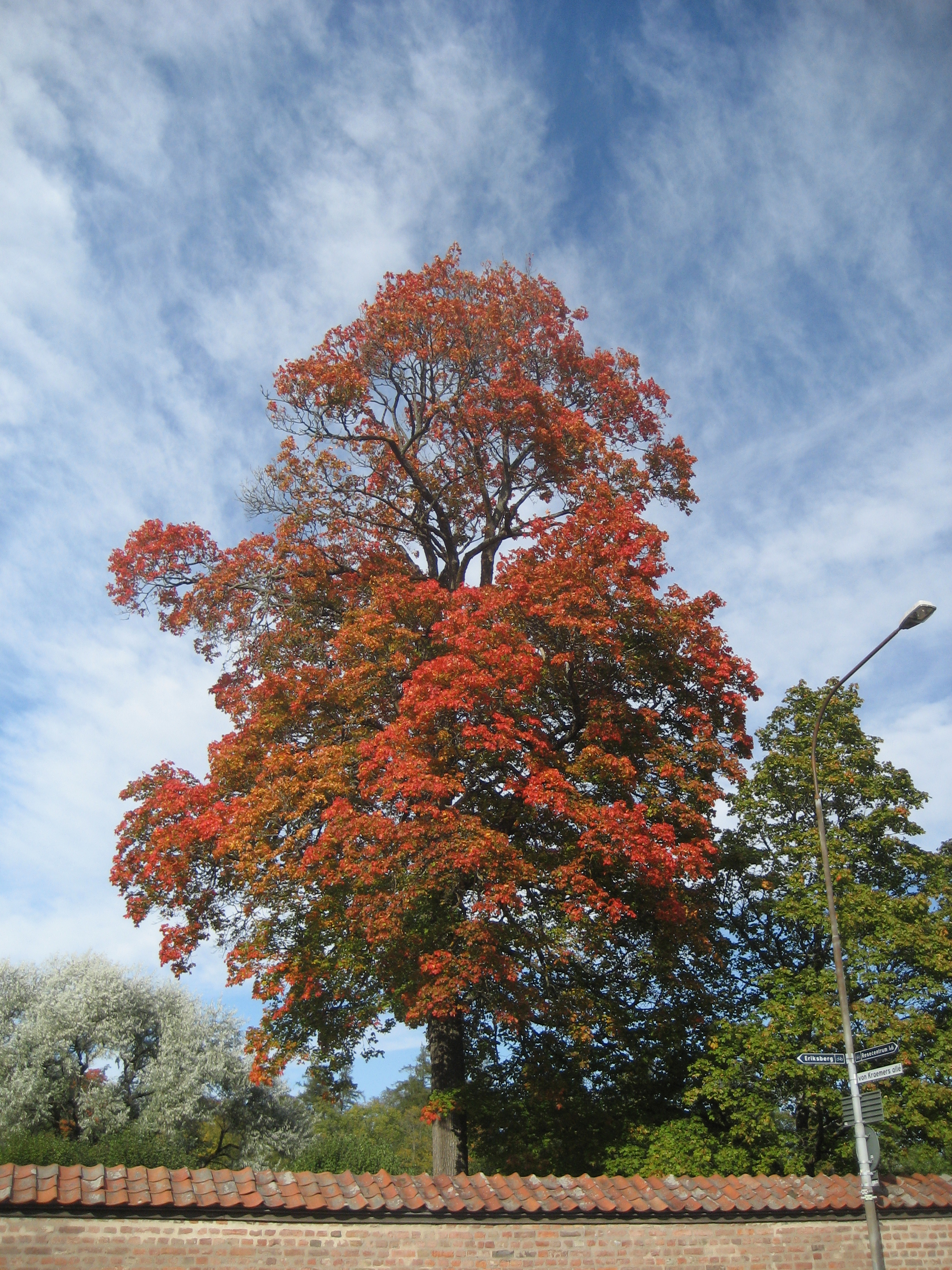
Träd